# Acritus fidjicus
Acritus fidjicus är en skalbaggsart som beskrevs av Yves Gomy 1983. Acritus fidjicus ingår i släktet Acritus och familjen stumpbaggar. Inga underarter finns listade i Catalogue of Life.